# Natació al Campionat del Món de natació de 2013 – 400 m estils masculí
Els 400 metres estils masculí es van celebrar el 4 d'agost de 2013 al Palau Sant Jordi a Barcelona.

## Rècords
Els rècords del món abans de començar la prova:
| Rècord del món       | Michael Phelps, Estats Units | 4:03.84 | Pequín, Xina         | 10 d'agost de 2008 |
| Rècord del campionat | Michael Phelps, Estats Units | 4:06.22 | Melbourne, Austràlia | 1 d'abril de 2007  |

## Resultats
NR: Rècord nacional
DNS: No presentat

### Sèries
| Posició | Sèries | Carrer | Nom                      | País            | Temps   | Notes |
| ------- | ------ | ------ | ------------------------ | --------------- | ------- | ----- |
| 1       | 3      | 5      | Chase Kalisz             | Estats Units    | 4:11.87 | Q     |
| 2       | 2      | 4      | Daiya Seto               | Japó            | 4:12.96 | Q     |
| 3       | 4      | 6      | Tyler Clary              | Estats Units    | 4:13.55 | Q     |
| 4       | 4      | 4      | Kosuke Hagino            | Japó            | 4:13.80 | Q     |
| 5       | 2      | 5      | Dávid Verrasztó          | Hongria         | 4:13.95 | Q     |
| 6       | 2      | 6      | Daniel Wallace           | Regne Unit      | 4:14.15 | Q     |
| 7       | 3      | 4      | Thomas Fraser-Holmes     | Austràlia       | 4:14.52 | Q     |
| 8       | 4      | 2      | Thiago Pereira           | Brasil          | 4:15.81 | Q     |
| 9       | 2      | 3      | Roberto Pavoni           | Regne Unit      | 4:15.90 |       |
| 10      | 4      | 5      | Federico Turrini         | Itàlia          | 4:15.96 |       |
| 11      | 4      | 3      | Yannick Lebherz          | Alemanya        | 4:16.23 |       |
| 12      | 4      | 8      | Alexis Santos            | Portugal        | 4:16.30 | NR    |
| 13      | 2      | 7      | Alec Page                | Canadà          | 4:16.62 |       |
| 14      | 3      | 3      | Luca Marin               | Itàlia          | 4:17.71 |       |
| 15      | 3      | 6      | Gal Nevo                 | Israel          | 4:17.95 |       |
| 16      | 2      | 1      | Jakub Maly               | Àustria         | 4:19.21 |       |
| 17      | 3      | 1      | Michael Meyer            | Sud-àfrica      | 4:21.17 |       |
| 18      | 3      | 8      | Simon Sjödin             | Suècia          | 4:21.74 |       |
| 19      | 3      | 0      | Yury Suvorau             | Belarús         | 4:21.82 | NR    |
| 20      | 3      | 2      | Maksym Shemberev         | Ucraïna         | 4:22.65 |       |
| 21      | 4      | 7      | Kevin Wedel              | Alemanya        | 4:23.18 |       |
| 22      | 2      | 8      | Nathan Capp              | Nova Zelanda    | 4:23.27 |       |
| 23      | 4      | 9      | Pedro Pinotes            | Angola          | 4:23.36 |       |
| 24      | 1      | 9      | Taki Mrabet              | Tunísia         | 4:23.39 |       |
| 25      | 1      | 7      | Christoph Meier          | Liechtenstein   | 4:23.90 | NR    |
| 26      | 2      | 0      | Anton Sveinn McKee       | Islàndia        | 4:23.99 | NR    |
| 27      | 4      | 1      | Ward Bauwens             | Bèlgica         | 4:25.07 |       |
| 28      | 1      | 6      | Pavel Janeček            | Txèquia         | 4:25.14 |       |
| 29      | 3      | 7      | Shi Yi                   | R.P. de la Xina | 4:25.42 |       |
| 30      | 1      | 5      | Alpkan Ornek             | Turquia         | 4:28.22 |       |
| 31      | 1      | 4      | Nikola Dimitrov          | Bulgària        | 4:28.73 |       |
| 32      | 1      | 2      | Povilas Strazdas         | Lituània        | 4:29.05 |       |
| 33      | 1      | 3      | Bogdan Knežević          | Sèrbia          | 4:29.94 |       |
| 34      | 1      | 1      | Nuttapong Ketin          | Tailàndia       | 4:30.67 |       |
| 35      | 2      | 9      | Ezequiel Trujillo Aviles | Mèxic           | 4:30.73 |       |
| 36      | 3      | 9      | Mohamed Gadallh          | Egipte          | 4:32.95 |       |
| 37      | 4      | 0      | Im Tae-Jeong             | Corea del Sud   | 4:34.69 |       |
| 38      | 1      | 0      | Bartal Hofgaard Hestoy   | Illes Fèroe     | 4:35.37 | NR    |
| 39      | 1      | 8      | Ayman Klzie              | Síria           | 4:41.12 |       |
| 40      | 2      | 2      | Raphaël Stacchiotti      | Luxemburg       |         | DNS   |

### Final
| Posició | Carrer | Nom                  | País         | Temps   | Notes |
| ------- | ------ | -------------------- | ------------ | ------- | ----- |
| 1       | 5      | Daiya Seto           | Japó         | 4:08.69 |       |
| 2       | 4      | Chase Kalisz         | Estats Units | 4:09.22 |       |
| 3       | 8      | Thiago Pereira       | Brasil       | 4:09.48 |       |
| 4       | 3      | Tyler Clary          | Estats Units | 4:10.38 |       |
| 5       | 6      | Kosuke Hagino        | Japó         | 4:10.77 |       |
| 6       | 2      | Dávid Verrasztó      | Hongria      | 4:13.68 |       |
| 7       | 7      | Daniel Wallace       | Regne Unit   | 4:13.72 |       |
| 8       | 1      | Thomas Fraser-Holmes | Austràlia    | 4:17.46 |       |